# Brasão de armas de Cabo Verde
As Armas da República de Cabo Verde  é um dos simbolos oficiais do país.

## Descrição heráldica
Reflectem uma composição radial que apresenta, do centro para a periferia, os seguintes elementos:
- Um triângulo equilátero de cor azul sobre o qual se inscreve um facho de cor branca;
- Uma circunferência limitando um espaço no qual se inscreve, a partir do ângulo esquerdo e até o direito do triângulo, as palavras «REPÚBLICA DE CABO VERDE»;
- Três segmentos de recta de cor azul paralelos à base do triângulo, limitados pela primeira circunferência;
- Uma segunda circunferência;
- Um prumo de cor amarela, alinhado com o vértice do triângulo equilátero, sobreposto às duas circunferências na sua parte superior;
- Três elos de cor amarela ocupando a base da composição, seguidos de duas palmas de cor verde e dez estrelas de cinco pontas de cor amarela dispostas simetricamente em dois grupos de cinco.

## Simbolismo
- O prumo simboliza verticalidade e rectidão as quais constituem a "chave abóbada" da constituição cabo-verdiana.
- O triângulo equilátero simboliza unidade, igualdade de direitos civis reconhecidos ao povo pelo sistema democrático.
- O archote simboliza a liberdade conquistada após muitos anos de luta.
- O mar simboliza nostalgia; Braço de água que envolve as ilhas; Inspiração dos poetas; sustento do povo; Território do país.
- As palmas simbolizam a vitória conquistada na luta pela independência nacional, objectivo que animou o povo e foi o seu sustentáculo moral na caminhada difícil dos períodos de seca.
- As estrelas representam as dez ilhas que formam o arquipélago de Cabo Verde.

## Brasões históricos

Brasão de armas de Cabo Verde português, de 8 de maio de 1935 a 11 de junho de 1951.
Brasão de armas de Cabo Verde português, de 11 de junho de 1951 a 5 de julho de 1975.
Brasão de armas simplificado, de 8 de maio de 1935 a 5 de julho de 1975.
Brasão de armas de Cabo Verde de 5 de julho de 1975 a 22 de setembro de 1992.